# Euploea marseuli
Euploea marseuli är en fjärilsart som beskrevs av Moore 1883. Euploea marseuli ingår i släktet Euploea och familjen praktfjärilar. Inga underarter finns listade i Catalogue of Life.